# Masseret
Masseret este o comună în departamentul Corrèze din centrul Franței. În 2009 avea o populație de 675 de locuitori.

## Evoluția populației
| An        | 1975 | 1982 | 1990 | 1999 | 2006 | 2009 |
| --------- | ---- | ---- | ---- | ---- | ---- | ---- |
| Populație | 742  | 731  | 669  | 608  | 659  | 675  |